# Brama Krakowska w Tarnowie
Brama Krakowska w Tarnowie – średniowieczna brama miejska, położona na tarnowskim Starym Mieście, będąca częścią miejskiego systemu obronnego. Budowla nie zachowała się do dzisiejszych czasów.

## Lokalizacja
Budowla umiejscowiona była po zachodniej stronie systemu fortyfikacji, przy zbiegu obecnych ulic Katedralnej i Targowej, znajdujących się na tarnowskiej Starówce.

## Architektura
Brama Krakowska była prawdopodobnie umiejscowiona w wybudowanej na planie prostokąta, kilkukondygnacyjnej przelotowej wieży obronnej lub baszcie. Jak podaje lustracja z 1732 roku, brama miała być wyposażona, prawdopodobnie od średniowiecza, w potrójne wrota, furty dla pieszych oraz most zwodzony. W budynku znajdowało się również mieszkanie dla stróża bramy, tzw. bramnego, a wrota budowli miały być zrobione z drewnianych bali.
Wjazd do miasta od zachodu miała także osłaniać jeszcze jedna budowla, przypuszczalnie wystawiony przed bramę barbakan, półbaszta lub rondel. Na pozostałości budowli, która mogła pełnić taką funkcję, o murach grubych na 1,65 m i średnicy 15 metrów, natrafiono w 1962 roku, w czasie prac ziemnych przy ulicy Wałowej 2. Oprócz tego, po obu stronach budowli bramnej prawdopodobnie umiejscowione były także baszty.

## Historia
Brama Krakowska została wzniesiona prawdopodobnie w XIV wieku w ramach budowy miejskiego systemu fortyfikacji. W XVI wieku, w ramach modernizacji tarnowskich umocnień, została rozbudowana. Prace budowlane przy bramie miały miejsce w latach 1519–1520, gdy w rachunkach odnotowano wydatki na budowę hostigiów, oraz w 1521 roku, kiedy to została przebudowana. W wyniku rozbudowy budynek otrzymał przede wszystkim przedbramie, a jeden z badaczy dawnego Tarnowa, Józef Edward Dutkiewicz, przypuszczał również, że wieża bramna uzyskała także attykowe nadbudowy.
Wedle opisu z 1723 roku, budowla podobnie jak pozostałe fortyfikacje, była w złym stanie: miała niesprawne wrota, przez co nie można było jej praktycznie wykorzystywać. W 1732 roku ukazał się szerszy opis budowli, która wcześniej była tylko luźno wspominana w aktach miejskich.
Nie wiadomo, kiedy dokładnie brama została rozebrana. Budowla widoczna była jeszcze na planach przygotowanych dla armii austriackiej w latach 1779–1783, ale wiadomo, że nie występowała już na ilustracji Zygmunta Vogla z 1800 roku (na obrazie widoczny jest stos kamieni, który mógł być pozostałością po rozbiórce budowli). Przypuszczalnie, po rozpoczęciu planowego wyburzania murów około 1790 roku, bramy miejskie, które przeszkadzały w rozwoju urbanistycznym miasta, wyburzono na samym początku działań rozbiórkowych.
Pozostałości bramy, leżące w rejonie ulic Katedralnej i Targowej, odkryto w 2019 roku podczas remontu ulicy Katedralnej. Fragmenty budynku znaleziono pół metra pod poziomem ulicy, a znalezisko zgłoszono do konserwatora zabytków. Odnalezione wówczas resztki były prawdopodobnie pozostałościami bocznej furtki dla pieszych, na co wskazywały grubość i sposób ułożenia murów. Szczątki byłej budowli po skatalogowaniu i przebadaniu zostały zasypane. Obrys byłej budowli planowano wyeksponować za pomocą ciemnej kostki brukowej, jednak wskutek decyzji konserwatora od pomysłu odstąpiono.
Z bramy wybiegał gościniec do Krakowa (od czego wzięła się nazwa ulicy Krakowskiej), z odgałęzieniem w okolicy obecnej ulicy Chopina prowadzącym na Śląsk.    Przez bramę przebiegał także handlowy trakt ruski.